# Franz Conrad von Hötzendorf
Franz Conrad von Hötzendorf (Penzing, 11. studenog 1852. – 25. kolovoza 1925.), austro-ugarski general i načelnik glavnog stožera austro-ugarske vojske na početku Prvog svjetskog rata. 

## Rani život
Rođen je u predgrađu Beča u obitelji umirovljenog časnika, koji je potjecao iz Moravske. Njegov pradjeda je stekao titulu plemića. Vojnik je postao jako mlad, a u vojnoj hijerarhiji napredovao je vrlo brzo. U vojsci je ostao do kraja Prvog svjetskog rata. 

## Načelnik glavnog stožera
Načelnik glavnog stožera austrougarske vojske postao je 1906. g. Neumorno se zalagao za modernizaciju oružanih snaga Austro-Ugarske. Vjerovao je u sukob germanske i slavenske civilizacije. Bio je zabrinut snagom mađarske elite unutar Austro-Ugarske. Smatrao je Austro-Ugarsku prvenstveno njemačkim carstvom i vjerovao je u potrebu slabljenja mađarskog utjecaja u carstvu. Osim toga bio je zabrinut i zbog talijanskih ambicija na Balkanu.
Njegova najveća preokupacija i želja bila je preventivni rat protiv Srbije, da bi se smanjila opasnost za koju je on vjerovao da postoji. U isto vrijeme imao je namjeru promijeniti političku ravnotežu unutar Austro-Ugarske smanjujući značaj Mađara, a povećavajući značaj Slavena. Prvi put je rat protiv Srbije predložio 1906., te u mnogo navrata do samog izbijanja prvog svjetskog rata 1914. godine.

## Prvi svjetski rat
Nakon sarajevskog atentata na prijestolonasljednika Franju Ferdinanda njegova zagovaranja rata protiv Kraljevine Srbije naišla su na plodno tlo. No otpočinjanjem ratnih operacija pokazalo se da austro-ugarska vojska nije pripremljena i nije se naročito istakla u vođenju rata.
Conrad von Hötzendorf je predlagao nerealne i grandiozne planove, ne uzimajući u obzir teren i klimu. Planovi mu često nisu uzimali u obzir snagu neprijatelja. Srpska vojska se pokazala mnogo efikasnijom nego što je on predviđao. 
Hötzendorfe su postrojbe pretrpjele poraz u sudaru s Crnogorcima početkom siječnja 1916. godine.
Njegove prve ofenzive protiv Italije isto tako su bile loše vođene i završavale su velikim ljudskim gubicima. Njegovim greškama austro-ugarska vojska je prvu godinu rata završila vojno značajno oslabljena. Najkatastrofalniji poraz je bio tokom Brusilovljeve ofenzive, kada je austro-ugarska vojska izgubila 1,5 milijuna vojnika. Poslije toga austro-ugarska vojska više nije bila značajna vojna sila. Više nije mogla izvoditi ofenzive bez pomoći njemačke vojske. Većina austrijskih pobjeda je bila moguća samo zajedno s njemačkom vojskom, od koje su postali jako ovisni. Postoji i suprotno mišljenje britanskog povjesničara Cyrila Fallsa koji o Von Hötzendorfu ima mišljenje da je bio najbolji strateg i da su njemački generali pravili ofenzive po Von Hötzendorfovim planovima.
Krajem 1917. smijenio ga je novi car Karlo s mjesta načelnika glavnog stožera. 1918. stekao je titulu grofa.